# سیتوفاگاسا
خانواده سیتوفاگاسا متشکل از یازده سرده باکتری محیطی است.